# Marinko Zekić
Marinko Zekić (Livno, SFRJ, 15. travnja 1969. - Poznanj, Poljska, 21. ožujka 2018.), bosanskohercegovački znanstvenik i pjesnik. Nakon djetinjstva u Livnu, s obitelji seli u Sarajevo gdje je završio Drugu gimnaziju, a 1993. godine diplomirao je južnoslavensku filologiju na Filozofskom fakultetu u Sarajevu. Na Sveučilištu Adama Mickiewicza u Poznanju započinje raditi kao lektor hrvatskoga jezika te upisuje poslijediplomski studij. Doktorirao je 2003. godine na temu Kulturni identitet bosanskih muslimana - Bošnjaka. Habilitirao je 2016. na temu Muslimanski odgovor izazovima Okcidenta. Islamizacija Zapada ili vesternizacija islamskoga svijeta. S posebnim osvrtom na Bosnu i Hercegovinu i bosanskohercegovačke muslimane – Bošnjake. Postumno je objavljena knjiga njegove poezije Egzil u egzil.

### Djela:
- Muslimanski odgovor izazovima Okcidenta. Islamizacija Zapada ili vesternizacija islamskoga svijeta. S posebnim osvrtom na Bosnu i Hercegovinu i bosanskohercegovačke muslimane – Bošnjake, ISBN 978-83-232-3141-7, Poznań: Wydawnictwo Naukowe UAM, 2016, 507 str.
- Kulturni identitet bosanskih muslimana: Bošnjaci - najistočniji muslimanski Evropljani i najzapadniji autohtoni islamski narod, ISBN 978-9958-27-494-7, Sarajevo: Dobra knjiga, 2019, 316 str.
- Egzil u egzil (poezija). ISBN 978-9958-27-479-4, Sarajevo: Dobra knjiga, 2019, 119 str.